# Parafia św. Wawrzyńca w Pacynie
Parafia Świętego Wawrzyńca w Pacynie – parafia rzymskokatolicka należąca do dekanatu Sanniki diecezji łowickiej. Erygowana w XIV wieku. Duszpasterstwo w niej prowadzą księża diecezjalni. Od 1999 – administratorem, a od 2000 roku proboszczem parafii jest ks. Zbigniew Ciechomski.

## Zasięg parafii
Do parafii należą wierni z miejscowości: Anatolin, Czarnów, Janówek, Kamionka, Kąty, Lenkowiec, Łuszczanówek, Model, Pacyna, Podczachy, Przylaski, Remki, Rezlerka, Sejkowice, Słomków, Wola Pacyńska.